# North East Lincolnshire
North East Lincolnshire ist eine Verwaltungsgrafschaft in Form einer Unitary Authority in der Region Yorkshire and the Humber im Nordosten Englands. Sie grenzt an North Lincolnshire sowie an die Distrikte East und West Lindsey der Grafschaft Lincolnshire.
North East Lincolnshire entstand 1996 als Resultat der Auflösung der nur von 1974 bis 1996 bestehenden Grafschaft Humberside und umfasste die vormaligen Distrikte Great Grimsby und Cleethorpes. Nur aus zeremoniellen Gründen gehört das verwaltungstechnisch selbständige North East Lincolnshire zur Grafschaft Lincolnshire.

## North East Lincolnshire Council
- Labour: 15
- LibDem: 3
- Cons.: 18
- Reform: 1
- Unabh.: 5

## Gliederung
Auf lokaler Ebene ist North East Lincolnshire untergliedert in die Stadt Grimsby (mit Cleethorpes) sowie 21 Gemeinden (Civil parishes), von denen aber nicht alle einen Gemeinderat (Town, Parish oder Village Council) haben.
| - Ashby cum Fenby - Aylesby - Barnoldby Le Beck - Beelsby - Bradley - Brigsley - East Ravendale | - Great Coates - Habrough - Hatcliffe - Hawerby cum Beesby - Healing - Humberston - Immingham | - Irby - Laceby - New Waltham - Stallingborough - Waltham - West Ravendale - Wold Newton |